# Letnie Mistrzostwa Świata Juniorów w Narciarstwie Alpejskim 2015
26. Letnie Mistrzostwa Świata Juniorów w Narciarstwie Alpejskim odbyły się w dniach 30 lipca – 2 sierpnia 2015 w czeskiej miejscowości Štítná nad Vláří-Popov. Były to piąte w historii mistrzostwa rozegrane w Czechach.

## Wyniki kobiet

### Supergigant
- Data: 30 lipca 2015

| Pozycja | Zawodniczka        | Narodowość | Wynik | Strata |
| ------- | ------------------ | ---------- | ----- | ------ |
| złoto   | Adela Kettnerova   | Czechy     | 36,42 |        |
| srebro  | Kristin Hetfleisch | Austria    | 36,46 | + 0,04 |
| brąz    | Daniela Krueckel   | Austria    | 36,75 | + 0,33 |
| 4.      | Chisaki Maeda      | Japonia    | 37,75 | + 1,33 |
| 5.      | Lisa Wusits        | Austria    | 38,12 | + 1,70 |
| 6.      | Dominika Dudikova  | Czechy     | 38,29 | + 1,87 |
| 7.      | Karolina Rasovska  | Czechy     | 38,74 | + 2,32 |
| 8.      | Monica Ferrighetto | Włochy     | 39,05 | + 2,63 |
| 9.      | Minori Tamura      | Japonia    | 39,30 | + 2,88 |
| 10.     | Barbora Hlavacova  | Czechy     | 41,77 | + 5,35 |

### Superkombinacja
- Data: 31 lipca 2015

| Pozycja | Zawodniczka        | Narodowość | Wynik   | Strata  |
| ------- | ------------------ | ---------- | ------- | ------- |
| złoto   | Kristin Hetfleisch | Austria    | 1:07,55 |         |
| srebro  | Chisaki Maeda      | Japonia    | 1:07,72 | + 0,17  |
| brąz    | Lisa Wusits        | Austria    | 1:08,82 | + 1,27  |
| 4.      | Karolina Rasovska  | Czechy     | 1:10,62 | + 3,07  |
| 5.      | Minori Tamura      | Japonia    | 1:10,89 | + 3,34  |
| 6.      | Monica Ferrighetto | Włochy     | 1:13,55 | + 6,00  |
| 7.      | Barbora Hlavacova  | Czechy     | 1:17,56 | + 10,01 |
| 8.      |                    |            |         |         |
| 9.      |                    |            |         |         |
| 10.     |                    |            |         |         |

### Slalom
- Data: 1 sierpnia 2015

| Pozycja | Zawodniczka        | Narodowość | Wynik   | Strata  |
| ------- | ------------------ | ---------- | ------- | ------- |
| złoto   | Chisaki Maeda      | Japonia    | 1:00,19 |         |
| srebro  | Kristin Hetfleisch | Austria    | 1:01,90 | + 1,71  |
| brąz    | Daniela Krueckel   | Austria    | 1:03,48 | + 3,29  |
| 4.      | Dominika Dudikova  | Czechy     | 1:11,44 | + 11,25 |
| 5.      | Karolina Rasovska  | Czechy     | 1:15,21 | + 15,02 |
| 6.      | Monica Ferrighetto | Włochy     | 1:20,29 | + 20,10 |
| 7.      | Chiara Milesi      | Włochy     | 1:26,51 | + 26,32 |
| 8.      | Barbora Hlavacova  | Czechy     | 1:48,57 | + 48,38 |
| 9.      |                    |            |         |         |
| 10.     |                    |            |         |         |

### Gigant
- Data: 2 sierpnia 2015

| Pozycja | Zawodniczka        | Narodowość | Wynik   | Strata |
| ------- | ------------------ | ---------- | ------- | ------ |
| złoto   | Kristin Hetfleisch | Austria    | 1:06,63 |        |
| srebro  | Chisaki Maeda      | Japonia    | 1:07,15 | + 0,52 |
| brąz    | Daniela Krueckel   | Austria    | 1:07,58 | + 0,95 |
| 4.      | Adela Kettnerova   | Czechy     | 1:08,35 | + 1,72 |
| 5.      | Lisa Wusits        | Austria    | 1:08,60 | + 1,97 |
| 6.      | Karolina Rasovska  | Czechy     | 1:09,84 | + 3,21 |
| 7.      | Dominika Dudikova  | Czechy     | 1:10,48 | + 3,85 |
| 8.      | Minori Tamura      | Japonia    | 1:11,34 | + 4,71 |
| 9.      | Monica Ferrighetto | Włochy     | 1:13,20 | + 6,57 |
| 10.     | Barbora Hlavacova  | Czechy     | 1:15,55 | + 8,92 |

## Wyniki mężczyzn

### Supergigant
- Data: 30 lipca 2015

| Pozycja | Zawodnik        | Narodowość | Wynik | Strata |
| ------- | --------------- | ---------- | ----- | ------ |
| złoto   | Hannes Angerer  | Austria    | 34,25 |        |
| srebro  | Tomas Soltik    | Czechy     | 34,90 | + 0,65 |
| brąz    | Hynek Rajch     | Czechy     | 35,09 | + 0,84 |
| 4.      | Marcel Knapp    | Niemcy     | 35,36 | + 1,11 |
| 5.      | Jan Jerosek     | Czechy     | 35,59 | + 1,34 |
| 6.      | Martin Bartak   | Czechy     | 35,62 | + 1,37 |
| 7.      | Davide Saviane  | Włochy     | 35,86 | + 1,61 |
| 8.      | Márton Kékesi   | Węgry      | 36,22 | + 1,97 |
| 9.      | Tatsuhiko Saiki | Japonia    | 36,56 | + 2,31 |
| 10.     | Adam Hromadko   | Czechy     | 36,61 | + 2,36 |

### Superkombinacja
- Data: 31 lipca 2015

| Pozycja | Zawodnik           | Narodowość | Wynik   | Strata |
| ------- | ------------------ | ---------- | ------- | ------ |
| złoto   | Hannes Angerer     | Austria    | 1:03,41 |        |
| srebro  | Tomas Soltik       | Czechy     | 1:04,39 | + 0,98 |
| brąz    | Martin Bartak      | Czechy     | 1:05,58 | + 2,17 |
| 4.      | Hynek Rajch        | Czechy     | 1:05,73 | + 2,32 |
| 5.      | Jan Jerosek        | Czechy     | 1:06,22 | + 2,81 |
| 6.      | Tatsuhiko Saiki    | Japonia    | 1:06,73 | + 3,32 |
| 7.      | Davide Saviane     | Włochy     | 1:07,67 | + 4,26 |
| 8.      | Seyed Hossein Seyd | Iran       | 1:08,79 | + 5,38 |
| 8.      | Jakub Sevcik       | Czechy     | 1:08,79 | + 5,38 |
| 10.     | Jonas Koehler      | Niemcy     | 1:09,02 | + 5,61 |

### Slalom
- Data: 1 sierpnia 2015

| Pozycja | Zawodnik       | Narodowość      | Wynik   | Strata  |
| ------- | -------------- | --------------- | ------- | ------- |
| złoto   | Tomas Soltik   | Czechy          | 57,87   |         |
| srebro  | Martin Bartak  | Czechy          | 58,02   | + 0,15  |
| brąz    | Jan Jerosek    | Czechy          | 59,51   | + 1,64  |
| 4.      | Hynek Rajch    | Czechy          | 59,62   | + 1,75  |
| 5.      | Davide Saviane | Włochy          | 1:00,47 | + 2,60  |
| 6.      | Márton Kékesi  | Węgry           | 1:02,41 | + 4,54  |
| 7.      | Jakub Sevcik   | Czechy          | 1:02,86 | + 4,99  |
| 8.      | Edvard Nord    | Szwecja         | 1:38,40 | + 40,53 |
| 9.      | Matus Ficel    | Słowacja        | 1:40,94 | + 43,07 |
| 10.     | Chu Yun        | Chińskie Tajpej | 1:52,08 | + 54,21 |

### Gigant
- Data: 2 sierpnia 2015

| Pozycja | Zawodnik        | Narodowość | Wynik   | Strata |
| ------- | --------------- | ---------- | ------- | ------ |
| złoto   | Hannes Angerer  | Austria    | 1:03,53 |        |
| srebro  | Marcel Knapp    | Niemcy     | 1:04,06 | + 0,53 |
| brąz    | Martin Bartak   | Czechy     | 1:04,74 | + 1,21 |
| 4.      | Hynek Rajch     | Czechy     | 1:05,01 | + 1,48 |
| 5.      | Tatsuhiko Saiki | Japonia    | 1:05,41 | + 1,88 |
| 6.      | Davide Saviane  | Włochy     | 1:05,52 | + 1,99 |
| 7.      | Jakub Sevcik    | Czechy     | 1:06,09 | + 2,56 |
| 8.      | Jonas Koehler   | Niemcy     | 1:07,04 | + 3,51 |
| 9.      | Vaclav Macat    | Czechy     | 1:07,22 | + 3,69 |
| 10.     | Daichi Arai     | Japonia    | 1:07,29 | + 3,76 |